# چهار زن و یک مرد
چهار زن و یک مرد (به سوئدی: Fyra fruar och en man) به کارگردانی ناهید پرسون سروستانی و دخترش، ستاره پرسون ساخته شد.
فیلمبرداری این فیلم در استان فارس (روستای کته گنبد در شهرستان سروستان) انجام شده است و به زندگی مرد روستایی نسبتاً متمولی که با چهار همسر و بیست فرزندش زندگی می‌کند می‌پردازد. در ابتدای فیلم زمینه شرعی موضوع با آوردن آیه‌ای از قرآن که به مردان مسلمان اجازه می‌دهد چهار همسر داشته باشند، اشاره می‌شود سپس فیلم به درون زندگی این افراد می‌رود و تأثیر چندهمسری را بر زندگی آنان به نمایش می‌گذارد. ازدواج چهار زن «هدایت» با این مرد که همیشه در اندیشهٔ داشتن زن جوان دیگری است، زندگی آنان را سرشار از حسادت، ناامیدی و حسرت، بیزاری از وضعیت موجود خود و بیمناکی از آینده کرده است.
موسیقی این فیلم اثر کریستر لیندر و بر اساس تم‌ها و ملودی‌های ایرانی است.
نمایش این فیلم و تن‌فروشی در پشت حجاب در در سوئد و سپس در جشنواره‌ها و تلویزیون‌های جهانی، ناهید پرسون سروستانی را دارای شهرتی جهانی کرد.